# Gottlob Vollert
Wilhelm Gottlob Vollert (* 27. September 1868 in Willsbach; † 27. Juni 1938 ebenda) war ein deutscher Landwirt und Politiker (WBWB).

## Leben
Vollert war Landwirt und Mitglied des Gemeinderats in Willsbach. Er hatte sieben Geschwister; sein Vater Georg Martin Vollert (* 1819) war Bauer in Willsbach, seine Mutter hieß Rosina Johanna Hahli (* 1823). 1893 heiratete er Katharina Karolina Frisch (1870–1926), mit der er fünf Kinder hatte.
Bei der Landtagswahl 1932 wurde er für den WBWB im Wahlverband Heilbronn-Brackenheim-Neckarsulm in den württembergischen Landtag gewählt und gehörte dort dem Petitionsausschuss an.